# Oggetti non stellari nella costellazione del Toro
Principali oggetti non stellari visibili nella costellazione del Toro.

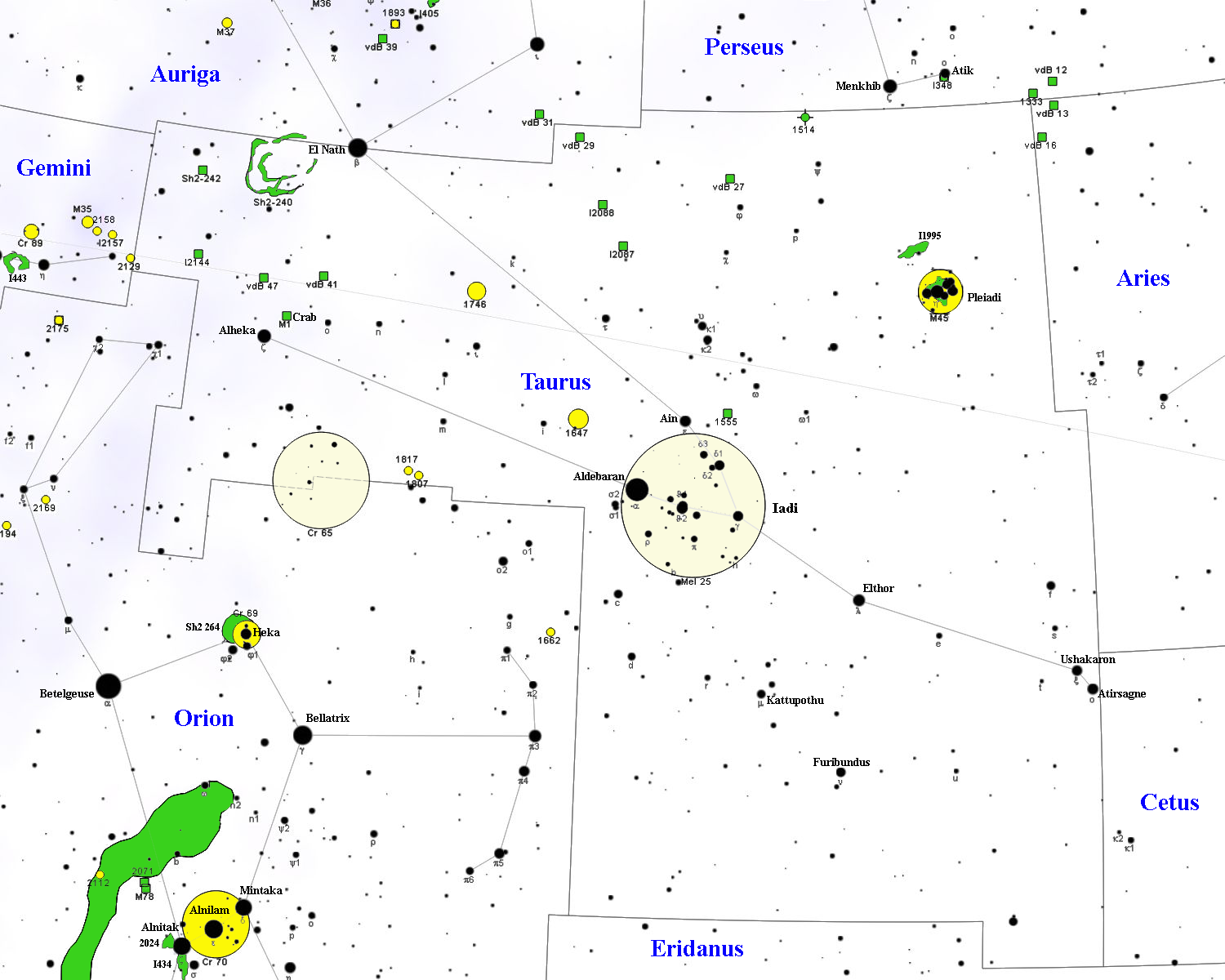
Mappa della costellazione del Toro.

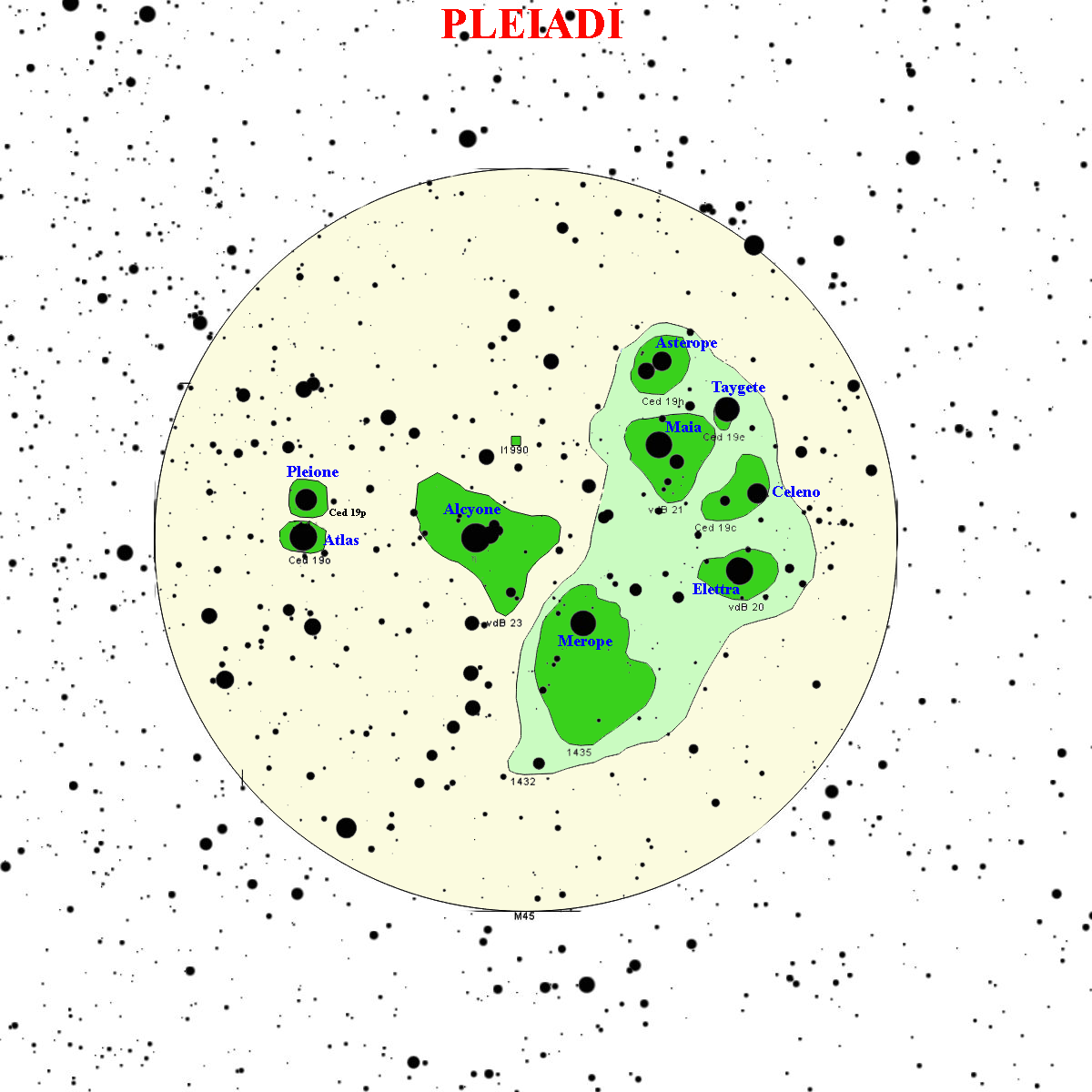
Mappa in dettaglio delle Pleiadi.

## Ammassi aperti
- Cr 65
- Iadi
- NGC 1647
- NGC 1746
- NGC 1807
- NGC 1817
- Pleiadi (M45)

## Nebulose planetarie
- NGC 1514

## Nebulose diffuse
- Ced 19
- IC 2144
- Nebulosa Granchio (M1)
- NGC 1432
- NGC 1435
- NGC 1555
- Sh2-239
- Sh2-242
- Sh2-250
- Sh2-251
- Simeis 147
- vdB 20
- vdB 23
- vdB 25
- vdB 26
- vdB 27
- vdB 29
- vdB 41
- vdB 47
- vdB 56

## Nebulose oscure
- Nube del Toro

## Oggetti di Herbig-Haro
- HH 30

## Galassie
- NGC 1349
- NGC 1384
- NGC 1409
- NGC 1410
- NGC 1431
- NGC 1462
- NGC 1474
- NGC 1497
- NGC 1508
- NGC 1517
- NGC 1539
- NGC 1541
- NGC 1542
- NGC 1550
- NGC 1587
- NGC 1588
- NGC 1589
- NGC 1590
- NGC 1593
- NGC 1615
- NGC 1633
- NGC 1634
- NGC 1642
- NGC 1674
- NGC 1675

## Ammassi di galassie
- Abell 478
- HST J035528+09435

## Gruppi di galassie
- Gruppo di NGC 1550
- Gruppo di NGC 1589
- Gruppo di NGC 1762